# Wyszła młoda
Wyszła młoda — це сингл гуртів «Гайдамаки» та «Voo Voo», з їх спільного проекту Voo Voo i Haydamaky. 
На диск потрапили альбомна (5:41) та радіо-версія (3:08) пісні.

## Список треків
1. Wyszła młoda (3:08)
2. Wyszła młoda (5:41)